# Smalbladet ærenpris
Smalbladet ærenpris (Veronica scutellata) er en flerårig, 30-60 centimeter høj plante i vejbred-familien. Den er oftest glat med linje- til lancetformede, helrandede eller fjernt takkede blade. Bladene er mindre end 1 cm brede og mindst 3 gange så lange som brede. Blomsterne er hvide med mørkere striber og sidder i sidestillede, spredte klaser, der oftest har færre end 15 blomster. Frugtstilken er udstående og meget længere end støttebladet.
I Danmark er arten almindelig eller findes hist og her ved vandhuller, søer og i hedemoser. Den blomstrer i maj til juli.